# Glyptothorax obscura
Glyptothorax obscura és una espècie de peix de la família dels sisòrids i de l'ordre dels siluriformes.

## Distribució geogràfica
Es troba a la Xina.